# Kannabateomys amblyonyx
Kannabateomys amblyonyx је врста глодара из породице бодљикави или чекињасти пацови (лат. Echimyidae).

## Распрострањење
Ареал врсте је ограничен на мањи број држава. 
Врста има станиште у Аргентини, Бразилу и Парагвају.

## Станиште
Станишта врсте су влажне тропске шуме и бамбусове шуме.

## Угроженост
Ова врста није угрожена, и наведена је као последња брига јер има широко распрострањење.